# Evžena Rošického-stadion
Evžena Rošického-stadion (tjeckiska: Stadion Evžena Rošického), är en multifunktionsarena belägen i Prag, Tjeckien. Arenan har fått sitt namn efter Evžena Rošického, som var motståndare till nazismen under andra världskriget. 
Arenan används mest för fotbollsmatcher och är värd för Tjeckiens herrlandslag.